# Carmen Lind Pettersen
Carmen Lind Pettersen (Guatemala, 1900 – 1991) fue una pintora y artista plástica guatemalteca, cuya obra se centró en retratar la cultura de su país y su historia indígena.

## Biografía
Carmen Lind Pettersen nació en el año 1900 en Guatemala. Sus padres fueron A. H Gehrke, de origen inglés y Magdalena de María, de nacionalidad Mexicana. Fue una pintora, acuarelista y artista visual, cuyo trabajo se centró en el reconocimiento de la cultura y herencia indígena de su país.
A los cuatro años de edad se mudó junto a sus padres a Londres, donde más tarde estudió en la escuela Polytechnic Art School en Regent Street.
Comenzó a pintar desde los nueve años y desde esa edad ganó variados premios por sus acuarelas. 
En 1923 volvió a Guatemala y dos años más tarde se casó Leif Lind Pettersen, de nacionalidad noruega, con quien se estableció en la finca EL Zapote en Escuintla.
En 1976 publicó el libro The Maya of Guatemala: Life and Dress, traducido al español como Los Mayas de Guatemala, donde describe y pinta trajes típicos de las comunidades indígenas del país.

## Trayectoria artística
Al provenir de una familia de artistas, sus intereses por la pintura (sobre todo el dibujo y la acuarela) fueron aumentando. Sus mayores fuentes de inspiración eran las vistas de la costa sur, además de los retratos que realizaba a familiares y amigos. 
Sin embargo, con el paso del tiempo comenzó a interesarse en las culturas indígenas de su país, lo que la llevó a pintar los trajes típicos de diversos pueblos mayas situados en el altiplano, así como también a realizar diversas pinturas en acuarela, inspirándose en la apariencia y la forma de vestir y vivir de aquellas comunidades.

### Exposiciones
Su obra constituye una exposición permanente en una sala del Museo Ixchel del Traje Indígena de Guatemala. En ella se exhiben sus acuarelas, objetos personales y distinciones que obtuvo a lo largo de su vida.

## Distinciones
En el año 1976 recibió la distinción Orden de Quetzal por la publicación de su libro.